# Михаил Попов
Вижте пояснителната страница за други личности с името Михаил Попов.
Михаил Христов Попов е оперен певец, първият в редицата от големи български баси.

## Биография
Завършва гимназия в родния си град и право в Софийския университет (1923). Започва вокалното си обучение в Софийската консерватория при Иван Вульпе, по-късно и в Консерваторията в Неапол. В началото на кариерата си е поддържащ бас на известни италиански тенори по време на техни концертни изпълнения. През 1927 г. става член на трупата на Софийската национална опера, където остава за следващите 40 години. Дебютът му е на 27 ноември 1927 г. в ролята на Мефистофел („Фауст“ от Шарл Гуно). Известен е със забележителните си интерпретации на Борис Годунов от едноименната опера на Мусоргски, княз Гремин от „Евгений Онегин“ на Чайковски, Зарастро от „Вълшебната флейта“ на Моцарт.
Михаил Попов е свързан с многогодишно творческо сътрудничество с композитора Панчо Владигеров. Попов е първият изпълнител на много от песните на Владигеров. Двамата изнасят редица камерни концерти в България и чужбина като композиторът акомпанира на пиано.
Михаил Попов продължава да изнася концерти и след пенсионирането си от оперната трупа. През 1964 г. става професор във вокалния факултет на Българска държавна консерватория. Сред учениците му е певецът Алексей Милковски.